# Yōhei Ōno
Yōhei Ōno (japanisch 大野 耀平 Ōno Yōhei; * 6. Dezember 1994 in Itabashi) ist ein japanischer Fußballspieler.

## Karriere
Ōno erlernte das Fußballspielen in der Schulmannschaft der Teikyo High School und der Universitätsmannschaft der Tokoha-Universität. Seinen ersten Vertrag unterschrieb er 2017 bei Kyoto Sanga FC. Der Verein spielte in der zweiten japanischen Liga, der J2 League. Für den Verein absolvierte er 34 Ligaspiele. Die Saison 2020 wurde er an den Drittligisten Kataller Toyama ausgeliehen. Nach Ende der Ausleihe wurde er von dem Verein aus Toyama am 1. Februar 2021 fest unter Vertrag genommen. Hier stand er bis Saisonende 2023 unter Vertrag. Im Januar 2024 wechselte er nach Takamatsu zu dem ebenfalls in der dritten Liga spielenden Kamatamare Sanuki